# フィリップ・デ・モンテ
フィリップ・デ・モンテ（Philippe de Monte, 1521年 – 1603年7月4日）は、フランドル出身の後期ルネサンス音楽の作曲家・声楽家・音楽教師。16世紀後半において最も影響力のあるマドリガーレ作曲家の一人であった。

## 生涯
メヘレン出身。地元の聖ルンボルド教会で聖歌隊員として音楽教育を受けた後、イタリアに渡って音楽家として名を揚げる。この頃はイタリア風にフィリッポ・ディ・モンテ（Filippo di Monte）と名乗っていた。1543年から1551年までナポリで活動し、その後1568年までオルシーニ枢機卿に雇われローマに滞在。1554年から1555年まで、スペイン王フェリペ2世がメアリー1世と結婚する見込みであったため、フェリペ2世に雇われ一時的にイングランドに滞在する。後に「フェリペ2世の聖歌隊員と仕事をするのは嫌気がさした、スペイン人しかいなかったから」と述懐している。
1568年にヤコブス・ファートの後任楽長として、神聖ローマ皇帝マクシミリアン2世の宮廷礼拝堂に勤める。聖歌隊員に新しい人材を補充することに成功し、モンテの着任から2年後にラッススがウィーンの宮廷礼拝堂を訪れたとき、その音楽活動の質の高さに舌を巻いたほどだった。その後モンテは、ハプスブルク家のウィーンとプラハの両方の宮廷に出仕した。プラハで逝去、同地の聖ヤクブ教会に埋葬された。

## 作品と影響力
モンテは非常に多作な作曲家であり、宗教音楽と世俗音楽の両方を残した。すべて声楽曲である。40曲のミサ曲と、その他の約260曲の宗教曲（モテット、宗教マドリガーレ含む）がある。マドリガーレは34巻が出版され、曲数は1100曲以上にのぼるが、全部が現存しているわけではない。最初の出版は1554年、33歳のときだったが、1568年に47歳でハプスブルク家に仕えるようになるまで、ほとんど作曲しなかった。このため、大器晩成の感を与える。最後のマドリガーレ集は、1601年になって発表されたが、ルネサンスの巨匠が80代を迎えて送り出した稀有の例となっている。
様式的に言うと、モンテのマドリガーレは、初期の、テクストを表出するために頻繁に半音階を用いた非常に進歩的な作曲様式をとるものから、非常に単純化され、短い動機やホモフォニックなテクスチュアを際立たせた後期様式に至るまで、変化に富んでいる（それでもモンテの初期の半音階様式は、ラッススやマレンツィオほど実験的ではない）。保守的な様式から始めて、後半生に実験的になったモンテヴェルディとは逆に、急進的な初期作品から、統一のとれた単純な後期作品へというように、正反対の曲線を描いている。
当時モンテほどの名声を勝ち得た作曲家はいなかった。モンテの名はヨーロッパ中に広がり、楽譜は出版され、版を重ねて幅広く流通した。「物静かで無口で、少女のように控えめ｣と評されたにもかかわらず、人脈は幅広く、ラッススやウィリアム・バードのような作曲家とも親交があった。モンテのマドリガーレは今なお演奏されている。